# Slingbox
Die Slingbox war eine Set-Top-Box zum ortsunabhängigen Fernsehen. Der Dienst dahinter wurde am 9. November 2022 abgeschaltet (end of life).
Dazu bot die Slingbox die Möglichkeit, ein Fernsehsignal mittels Internetprotokoll im Local Area Network oder über das Internet zu übertragen und wiederzugeben und umgekehrt die Signalquelle, etwa einen Digitalreceiver, zu steuern (z. B. Wechsel des Fernsehsenders).
Die Idee des ortsunabhängigen Fernsehen (place-shift) ist eine Weiterführung des zeitversetzten Fernsehens (time-shift, wie etwa beim TiVo).
Die Slingbox war die erste Box mit dieser Funktionalität und ist in den USA die am weitesten verbreitete. In Europa wurde die Slingbox nur in Großbritannien, Österreich, Deutschland und in Skandinavien verkauft.

## Nutzen und Bedeutung
In den ersten sechs Verkaufsmonaten wurden 100.000 Slingboxen verkauft.
Die Slingbox hat im November 2006 den Disruptive Communications Technology Award der Financial Times in London gewonnen.
Aus Verbrauchersicht ist die Slingbox insbesondere im Zusammenspiel mit dem Bezahlfernsehen sinnvoll. Beim Bezahlfernsehen wird für das Betrachten der Sendungen bezahlt, aufgrund technischer Beschränkungen ist dies normalerweise jedoch nur an einem festen Ort möglich, dem Standort des Digitalreceivers. Die Slingbox und ähnliche Geräte erlauben, diese Sendungen auch an anderen Orten zu schauen.
Aus Sicht der Medienunternehmen stellen sich mehrere rechtliche Fragen, da Ausstrahlungsrechte in der Regel für ein genau definiertes Territorium erworben werden. Beim Streaming über das Internet lässt sich dieses Gebiet aber nicht mehr technisch beschränken. Andererseits ermöglicht dieses Verfahren eine engere Verknüpfung mit dem Internet, woran einige Medienunternehmen sehr interessiert sind.

## Technik
Als Eingänge für den Signalgeber stehen S-Video, Composite Video (Cinch) und Koaxial-Antenne zur Verfügung, als Eingangssignal ist z. B. DVB-T, das Signal aus einem Digitalreceiver, von einem Kabelanschluss, einem Anschluss für Satellitenfernsehen oder einem DVD-Spieler möglich.
Das Umschalten des Signalgeber erfolgt per Infrarot nach dem Prinzip der Universalfernbedienung, wobei dazu jedoch der Receiver aus einer Liste ausgewählt werden muss. Ist das eigene Gerät nicht in dieser Liste, bleibt nur die Möglichkeit, die IR-Codes von Hand einzugeben.
Der Sende-Vorgang läuft über einen Breitband-Internetzugang („uplink“). Dafür wird das Fernsehsignal mittels Windows Media Video encodiert. Die Anpassung der Datenrate an die zur Verfügung stehende Bandbreite erfolgt über ein proprietäres Verfahren.
Wiedergegeben werden kann das Signal auf einem PC oder Handy. Der Player existiert für Windows, macOS, Windows Mobile, Blackberry OS und Symbian OS. Sling Media bietet in Apples App Store eine portable Version des Players für iOS an. Zuletzt wurde eine Version mit dem Betriebssystem Android-Version vorgestellt.
Inzwischen ist die Slingbox auch in einer HDTV-Variante erhältlich.

## Hersteller
Der Hersteller ist die Sling Media, an der der amerikanische Kabel-TV-Anbieter Liberty Media und der Satellitenfernseh-Betreiber EchoStar Communications mit 46,6 Millionen Dollar beteiligt sind. Weitere Investoren sind Allen & Company, DCM-Doll Capital Management, Goldman Sachs & Co, Hearst und Moebius Venture Capital.

## Ähnliche Produkte
Eine ähnliche Funktion bietet der Sony LFPK1 LocationFree Player, der seit Juli 2006 auch im deutschsprachigen Raum (Österreich) verkauft wird.
Ebenso bot Pearl die 7LINKS Internet- & Netzwerk-TV-Box für Personal IPTV mit ähnlichem Umfang an.